# Jozef Laenen
Jozef (Joseph) Karel Maria Laenen (Antwerpen, 18 februari 1871 – Mechelen, 2 juli 1940) was een kanunnik, archivaris van het aartsbisschoppelijk paleis in Mechelen en schrijver.

## Biografie
Jozef Laenen volgde middelbaar onderwijs aan het Sint-Norbertusgesticht en het Onze-Lieve-Vrouwecollege in Antwerpen en aan het Klein Seminarie in Neerwaver. Na zijn priesterstudies (filosofie en theologie aan het Klein en Groot Seminarie in Mechelen) en zijn priesterwijding in 1895 promoveerde Jozef Laenen in Leuven tot doctor in de letteren, wijsbegeerte en geschiedenis. Zijn specifieke passie was de kerkelijke geschiedenis.
In 1902 werd hij hulparchivaris (hij werd benoemd door kardinaal Petrus Lambertus Goossens), doch in 1906 werd Jozef Laenen opgewaardeerd tot archivaris van het aartsbisdom in Mechelen. Deze functie behield hij tot in 1940. Tijdens die periode verkreeg hij een ruimer archief in het Refugie van Sint-Truiden in de Schoutetstraat, waar hij ook het Diocesaan Museum in oprichtte.
In die tussentijd nam hij de rol op van voorzitter van de Oudheidkundige Kring Mechelen (1927 tot 1940), waarvan hij vanaf 1903 lid was.
Jozef Laenens standaardwerk Inleiding tot de geschiedenis van de Mechelse parochies was geënt op zijn opzoekwerk, in opdracht van kardinaal Goossens, van de monografieën die door parochiepriesters uit het aartsbisdom waren ingestuurd.
Gekend was zijn naslagwerk over de Bourgondische periode in België, een werk dat hij schreef in opdracht van de Koninklijke Commissie voor Geschiedenis, die hem daarvoor naar Wenen en Innsbruck stuurde (1906).

### Met datumvermelding
- Vlaanderen in het begin der XIVe eeuw en de strijd tegen Philips den Schoone. Voordrachten gegeven in de Vereeniging Hooger Onderwijs voor ’t Volk – 1901
- Le ministère de Botta-Adorno dans les Pays-Bas autrichiens pendant le règne de Marie-Thérèse (1749-1753) – 1901
- Étude sur la suppression des couvents par l'empereur Joseph II dans les pays Autrichiens et plus spécialement dans le Brabant (1783-1794) – 1905
- Hedendaagsch spiritisme – 1912
- Histoire de l'église métropolitaine de Saint-Rombaut à Malines – 1919
- Toren en beiaard te Mechelen – 1922
- Les archives de l'état à Vienne au point de vue de l'histoire de Belgique – 1924
- Geschiedenis van het seminarie van Mechelen – 1926
- Bij de nonnekens van Muizen: een onbescheidenheid – 1927
- Geschiedenis van Mechelen tot op het einde der Middeleeuwen – 1934
- Kerkelijk en godsdienstig Brabant: vanaf het begin der IVe tot in de XVJe eeuw of Voorgeschiedenis van het Aartsbisdom Mechelen – 1935

### Zonder datumvermelding
- Inleiding tot de geschiedenis van de Mechelse parochies
- Geschiedkundige aanteekeningen rakende de instelling en het klooster der Zwartzusters van Antwerpen
- Notes sur l'organisation ecclesiastique du Brabant

Sommige werken werden enkele jaren later opnieuw uitgegeven. Bovenvermelde datums vermelden de datum van een mogelijk eerste druk.
In het Bulletin du Cercle Archéologique, Littéraire et Artistique de Malines uit 1904 berichtte Jozef Laenen over "l'Ancienne bibliothèque des Archevêques" (pag. 132 tot 156).

## Archief
Het archief van Jozef Laenen bevat bijna uitsluitend stukken die betrekking hebben op diens werkzaamheden als archivaris voor het aartsbisschoppelijk archief in Mechelen en zijn ruimere historische interesses. In het archief bevinden zich een talrijk aantal handgeschreven inventarissen van het aartsbisschoppelijk archief, aangevuld met een ruime collectie nota’s en persoonlijke aantekeningen van Laenen, met betrekking tot de Mechelse en Antwerpse kerkgeschiedenis.
Tevens bevat het archief stukken die verband houden met de vele oudheidkundige en heemkundige verenigingen waarin Laenen betrokken was. Met betrekking tot de lezingen en publicaties van Laenen zijn voorbereidende nota’s, drukproeven en correspondentie met uitgevers bewaard gebleven. Ten slotte bevindt zich in het bestand een uitgebreide briefwisseling met collega-historici en archivarissen. Het bestand is hierdoor een interessante bron voor historiografisch onderzoek.

## Beeldbank
- Beeldbank – Jozef Laenen
- Beeldbank – Jozef Laenen[dode link]

## Voetnoten
1. ↑  Historici.nl
2. ↑  https://g.co/maps/8juj7
3. ↑  Kerknet – Archief van het aartsbisdom Mechelen-Brussel – Geschiedenis[dode link]
4. ↑  Koninklijke Kring voor Oudheidkunde, Letteren en Kunst van Mechelen. Gearchiveerd op 31 mei 2023.
5. ↑  Beeldbank – De bibliotheek van kardinaal d'Alsace: bibliotheekparel in de Zuidelijke Nederlanden[dode link]

- Bibliothèque nationale de France: cb124508471 (data)
- Digitale Bibliotheek voor de Nederlandse Letteren: laen008
- International Standard Name Identifier: 0000 0000 6136 8918
- Library of Congress Control Number: nr2001049000
- Nederlandse Thesaurus van Auteursnamen: 072988983
- Système universitaire de documentation: 140856366
- Virtual International Authority File: 41935606
- WorldCat: E39PBJyMjmJkXp8g74JXQKwQv3